# Russell Means
Russell Means (Pine Ridge, 10 novembre 1939 – Porcupine, 22 ottobre 2012) è stato un attivista e attore statunitense, di etnia oglala.

## Biografia
Nacque nella riserva indiana di Pine Ridge. All'età di tre anni il padre trovò lavoro come operaio nei cantieri navali e si trasferì insieme alla famiglia a Vallejo, California.
Fu impegnato nella difesa dei diritti dei nativi americani sin dal 1968, anno in cui si unì all'American Indian Movement (rimanendovi fino allo scioglimento dell'organizzazione, nel 1993). Alla fine degli anni sessanta guidò l'occupazione dell'isola di Alcatraz insieme ad altri attivisti dell'AIM. Nel 1988 fu candidato alla presidenza del Libertarian Party.
Nel 2007 fu tra i rappresentanti del popolo Lakota che, rivendicando la sovranità sulle terre dei propri avi, stracciò il Trattato di Fort Laramie e dichiarò l'indipendenza della riserva indiana di Pine Ridge (nel Dakota del Sud) dal governo degli Stati Uniti, ma il tentativo, non appoggiato dal Consiglio tribale della riserva, fallì. Il 19 dicembre 2007 fu uno dei fondatori della Repubblica di Lakotah con la carica di Presidente.
Dal 1992, Means è stato spesso impegnato anche come cantante e, soprattutto, attore. Tra i ruoli da lui interpretati, da ricordare quello del fiero guerriero Chingachgook nel film L'ultimo dei Mohicani (1992) di Michael Mann.
Morì nel 2012 a 72 anni, per un tumore all'esofago; in base alle sue volontà, dopo la cremazione le sue ceneri vennero sparse tra le Black Hills del Dakota del Sud.

## Filmografia parziale
- L'ultimo dei Mohicani (The Last of the Mohicans), regia di Michael Mann (1992)
- Assassini nati - Natural Born Killers (Natural Born Killers), regia di Oliver Stone (1994)
- Pocahontas, regia di Mike Gabriel, Eric Goldberg (1995) - voce
- Pocahontas II - Viaggio nel nuovo mondo (Pocahontas II: Journey to a New World), regia di Tom Ellery, Bradley Raymond (1998) - voce
- Ring of Fire, regia di Xavier Koller (2000)
- Pathfinder - La leggenda del guerriero vichingo (Pathfinder), regia di Marcus Nispel (2007)
- Tiger Eyes, regia di Lawrence Blume (2012)

## Doppiatori italiani
Nelle versioni in italiano delle opere in cui ha recitato, Russell Means è stato doppiato da:
- Gianni Musy in L'ultimo dei Mohicani
- Renzo Stacchi in Assassini nati - Natural Born Killers
- Michele Kalamera in Pathfinder - La leggenda del guerriero vichingo
- Giovanni Petrucci in Banshee - La città del male

Da doppiatore è sostituito da:
- Remo Girone in Pocahontas e Pocahontas II - Viaggio nel nuovo mondo